# Клепач
 Тази статия е за анатомичния орган.  За селото в Северна Македония вижте Клепач (село).  
Клепачът е тънка гънка на кожата, която покрива и защитава окото от механични въздействия и светлинни дразнения. Чрез неговото движение (мигане) се поддържа влажна предната част на окото. Човешкият клепач разполага с редица мигли, намиращи се по неговия ръб, които служат за повишаване на защитата на окото от прах и чужди частици, както и от изпотяване.

## Функция и физиология
Основната функция на клепачите е да защитават очната ябълка. Те я покриват съответно отгоре и отдолу, като по средата се образува очна цепнатина, през която очната ябълка контактува с околната среда. Благодарение на тях се разпространяват сълзите и други секрети върху очната повърхност, с цел поддържане роговицата непрекъснато влажна. Те пазят окото да не изсъхне по време на сън. Освен това мигащият рефлекс предпазва окото от попадането в него на чужди тела.

## Анатомия
Клепачът бива горен и долен клепач, между които се оформя клепачна цепка или отвор. Дължината на клепачния отвор е 27 – 30 мм, а ширината от 6 до 14 мм.
Разглеждани отвън навътре клепачът се състои от:
- клепачна кожа – нежна и тънка кожа без подкожна мастна тъкан, която лесно реагира при удар.
  - Най-тънката кожа в човешкото тяло.
  - В непрекъснато движение при мигането;
  - Рехава съединителна тъкан – потенциално възникване на отоци.
- мускулен пласт – намира се под клепачната кожа. Включва два мускула – за затваряне на окото, с разположени кръгово около клепачния отвор мускулни влакна и за отваряне на окото с разположени радиално около отвора мускулни влакна.
- тарзус
- конюнктива

### Миглен ръб, жлези и мигли
- мускул на Риолан, мускул на Хорнер;
- изход от Цайсови жлези (по космения фоликул);
- изход на Мейбомиеви жлези – 25 в горен и 20 в долен клепач, секретират външния мазен слой на слъзния филм;
- мигли – около 100 на горния и 50 на горния клепач в 2 или 3 реда.

### Мускули
- Орбикуларен мускул (клепачна и орбитна част) – отговорен за затварянето на окото;
- Горен и долен леватор (мускул повдигач) (Levator palpebrae superioris) – отговорен за отварянето на окото; Този мускул прибира клепача, излагайки роговицата навън. Това може да бъде или доброволно, или неволно.
- мускул на Мюлер (зад сухожилието на леватора).
- орбитен септум – съединителнотъканна преграда;

Следните мускули участват в движението на клепачите:
| Мускул                                                                            | Функция                                             | Инервация                   | Тип       |
| --------------------------------------------------------------------------------- | --------------------------------------------------- | --------------------------- | --------- |
| Повдигач на горния клепач (m. levator palpebrae superioris)                       | Повдигане на горния клепач                          | очедвигателен нерв          | набразден |
| Кръгов мускул на окото (m. orbicularis oculi)                                     | Затваряне на клепачите                              | лицев нерв                  | набразден |
| Musculus retractor anguli oculi lateralis                                         | Прибиране на страничния ъгъл на клепача при хищници | лицев нерв                  | набразден |
| Musculus levator anguli oculi medialis                                            | Повдигач на горния клепач                           | лицев нерв                  | набразден |
| Долен клепачен мускул (m. malaris)                                                | Движение на бузата                                  | лицев нерв                  | набразден |
| Челен мускул (m. frontalis)                                                       | Мимическите мускули, повдигане на веждите           | лицев нерв                  | набразден |
| Тарзален мускул (m. tarsalis)                                                     | Разширяване на пролуката между клепачите            | sympathikus                 | гладък    |
| Musculus bursalis                                                                 | Движение на мембраната при гущерите                 | отвличащ нерв (n. abducens) | набразден |
| Musculus quadratus membranae nicitantis Musculus pyramidalis membranae nicitantis | Движение на мембраната при птиците                  | отвличащ нерв               | набразден |

### Инервация
При хората нервното снабдяване на горните клепачи се осъществява от интратрохлеарния (n. infratrochlearis), супратрохлеарния (n. supratrochlearis), супраорбиталния (n. supraorbitalis) и слъзния нерв (n. lacrimalis) от офталмологичния клон на троичния нерв (n. trigeminus).
Кожата на долния клепач се инервира от клонове на интратрохлеарния нерв, както и от клонове на инфраорбиталния нерв (n. infraorbitalis) от максиларния клон на троичния нерв.
Човек се събужда с очедвигателния нерв (n. oculomotorius) и заспива с лицевия нерв (n. facialis).

### Кръвоснабдяване
Клепачите се снабдяват с кръв през вътрешната каротидна артерия (a. carotis interna) чрез офталмологичната артерия (a. ophtalmica) и нейните клонове – надорбитална (a. supraorbitalis) и слъзна артерия (a. lacrimalis), както и през външната каротидна артерия (a. carotis externa) чрез лицевата артерия (a. facialis).
Между двете каротидни системи е налице интензивна колатерална съдова мрежа и анастомози. Интензивното кръвоснабдяване на клепачите благоприятства оздравителния процес.
Венозният отток се осъществява чрез ъгловата вена (v. angularis), дълбоката лицева вена (v. facialis profunda) и орбиталната вена (v. orbitalis).

### Лимфна система
Само конюнктивата и клепачите имат собствена лимфна система в окото, оттичаща се в:
- субмандибуларни лимфни възли;
- преаурикуларни към дълбоките шийни възли.

### Форма
Външният вид на горния клепач на човека често варира при различните популации. Преобладаването на гънка, покриваща вътрешния ъгъл на окото, представлява по-голямата част от популациите от Източна Азия и Югоизточна Азия и се среща в различна степен сред другите популации. Отделно, но също така вариращо между популациите, гънката на останалата част на клепача може да образува или „единичен клепач“, „двоен клепач“, или междинна форма.

## Заболявания
Клепачите са изложени на въздействието на много вредни фактори на околната среда и това обяснява голяма част от заболеваемостта им.
За познаването ѝ лекарят трябва да познава добре и анатомична характеристика на клепачите.

### Методи на изследване
Разпознаването на едно заболяване изисква добра теоретична подготовка и възможност за прилагане на знанието в действие. Но дори при налични такива условия ефективността би била ниска при липса на необходимата апаратура и алгоритъм на употребата ѝ. За разпознаването на очните клепачни заболявания най-често е необходимо:
- Пълноценна анамнеза.
- Оглед (биомикроскопия).
- Лабораторно и хистологично изследване.

### Възпалителни заболявания на клепачите
Всяка възпалителна реакция се характеризира със следните пет основни признака: Подуване, Зачервяване, Затопляне, Болка, Нарушена функция (Рудолф Вирхов).

#### Възпалителни заболявания на клепачната кожа

##### Клепачни жлези
- възпаление на Цайсовите жлези – външен ечемик (hordeolum externum).
- възпалителен процес на Мейбомиевите жлези – вътрешен ечемик (hordeolum internum). При хронифициране се нарича халацион.
- Molluscum contagiosum – кожна инфекция, poxvirus. Лечение чрез изрязване, криокоагулация или лазеркоагулация.
- Милиарни образувания – многобройни, белезникави повърхностни кисти (произход от космените фоликули и мастните жлези на клепача).

##### Възпаление на мигления ръб
Симптоми: чувство за чуждо тяло, парене, натрупване на секрет или люспички. Усложнения: окапване на миглите. Лечение: Стриктна хигиена на миглите: топли компреси, почистване с противовъзпалителни шампоани. Консултация с офталмолог (астигматизъм).

##### Доброкачествени кисти и брадавици
- Киста на Молова или Цайсова жлеза (хидроцистома).
- Папилома и кожен рог – при екстензивно излагане на слънце.
- Кератоакантома.
- Ксантелазма – често заболяване с двустранна проява при високи нива на кръвния холестерол.
- Капилярен хемангиом – по-често при новородени деца от женски пол. Може да предизвика отпускане и падане на горния клепач, рядко прораства навътре, спонтанна инволуция при 40% от децата до 4-годишна възраст и при 70% – до 7-годишна възраст. Задължително се консултира от опитен лекар, който да проведе лечение, ако такова е необходимо.

##### Злокачествени тумори
- Xeroderma pigmentosum – вродено заболяване с късен дебют под влияние на слънчевата светлина (актинична кератоза).
- Базално клетъчен карцином – не метастазира, локална инфилтрация и деструкция. Различни форми: ulcus rodens, склерозиращ карцином;
- Плоскоклетъчен карцином – по-злокачествен; метастазира в локалните лимфни възли.
- Карцином на мастната жлеза – по-често с произход от Мейбомиевите жлези – трудна диагноза.
- Злокачествен меланом – трудна диагноза, потенциално смъртоносно заболяване.
- Сарком на Капоши – при болни от СПИН.

#### Болестни промени в положението на клепачния ръб
- Ектропиум – възрастов или посттравматичен, той се изразява в увисване на долния клепач и отзяването му от очната ябълка.
- Ентропиум – обратното състояние, при което клепачът е обърнат към окото. Познат е и вроден ентропиум.
- Птоза – едностранно или двустранно спадане на горния клепач.

Видове птоза: неврогенна – най-често пареза на нервус окуломоториус, миогенна – вродена или придобита слабост на леватора.
- Блефарохалаза – възрастово заболяване.
- Блефарофимоза – рядко вродено заболяване.

#### Други заболявания на клепачите
- Колобома на горния клепач – рядко вродено заболяване.
- Травми на клепача.
- Ретракция на клепачите при тиреотоксикоза (Базедова болест).

### Лечение
Лекуването на клепачната заболеваемост може да бъде с медикаменти или с хирургични операции. И в двата случая това е задача на очния лекар, не на козметичката или бръснаря Ви.

## При животните
Клепачите могат да бъдат открити и при други животни, освен хората, някои от които могат да имат освен основните два клепача, още допълнителна тънка ципеста мембрана. Тази мембрана представлява прозрачен или полупрозрачен трети клепач, който може да бъде изтеглен пред окото с цел защита и овлажняване докато се поддържа зрението. За разлика от горния и долния клепач, тази мембрана се движи хоризонтално пред очната ябълка.
Подобни мембрани се наблюдават при риби, земноводни, влечуги, птици и бозайници, но по-рядко се срещат при примати, като лемури и лорита. Някои бозайници, като камили, полярни мечки, тюлени и тръбозъби, имат цял трети клепач, а много други са запазили малка остатъчна част от тази мембрана в ъгъла на окото.
При някои гмуркащи животни, като морски лъвове, тази ципа се активира на сушата, за да премахне пясъка и други отломки, а при други, като бобри и ламантини, тя е напълно прозрачна и се движи пред окото, за да го защитава докато животното се намира под вода. При крокодилите тази ципа стои изцяло затворена под водата за да предпазва очите, но също така пречи на фокуса им.
Птиците могат активно да контролират своята мембрана. При грабливите птици тя служи и за защита на очите на родителите от техните малки, докато ги хранят, а при сокола скитник ципата мига многократно, когато правят спускания със скорост над 300 км/ч, за да изчисти външните частици и да разпространи влагата по окото. Кълвачите затварят своята мембрана една милисекунда преди клюнът им да удари ствола на дървото, за да предотвратят нараняване на ретината.
Ципестата мембрана може да се използва за защита на окото, докато животното атакува плячка, както при акулите. Тя може също така да предпази окото от ултравиолетовото лъчение, каквато е ролята ѝ при полярните мечки, предпазвайки ги от снежна слепота.
При котките и кучетата третия клепач обикновено не се вижда, и хроничната видимост трябва да се приема като признак на лошо състояние или влошено здраве. Мембраната обаче може да се види ясно, когато внимателно се отвори окото на здравото животно, докато спи.